# كارين بلاك
كارين بلاك (بالإنجليزية: Karen Black)‏ (و. 1939 – 2013 م) هي ممثلة، ومغنية، وكاتبة سيناريو، ومغنية مؤلفة، وملحنة، وممثلة تلفزيونية، من الولايات المتحدة الأمريكية، ولدت في بارك ريدج، توفيت في سانتا مونيكا، كاليفورنيا، عن عمر يناهز 74 عاماً بسبب سرطان، وسرطان المثانة.

## التعليم
تعلمت في Maine East High School ‏.

## وصلات خارجية
- كارين بلاك على موقع IMDb (الإنجليزية)
- كارين بلاك على موقع روتن توميتوز (الإنجليزية)
- كارين بلاك على موقع ألو سيني (الفرنسية)
- كارين بلاك على موقع ميوزك برينز (الإنجليزية)
- كارين بلاك على موقع تيرنر كلاسيك موفيز (الإنجليزية)
- كارين بلاك على موقع أول موفي (الإنجليزية)
- كارين بلاك على موقع قاعدة بيانات برودواي على الإنترنت (الإنجليزية)
- كارين بلاك على موقع قاعدة بيانات الأفلام السويدية (السويدية)
- كارين بلاك على موقع إن إن دي بي (الإنجليزية)
- كارين بلاك على موقع ديسكوغز (الإنجليزية)